# Riksväg 34

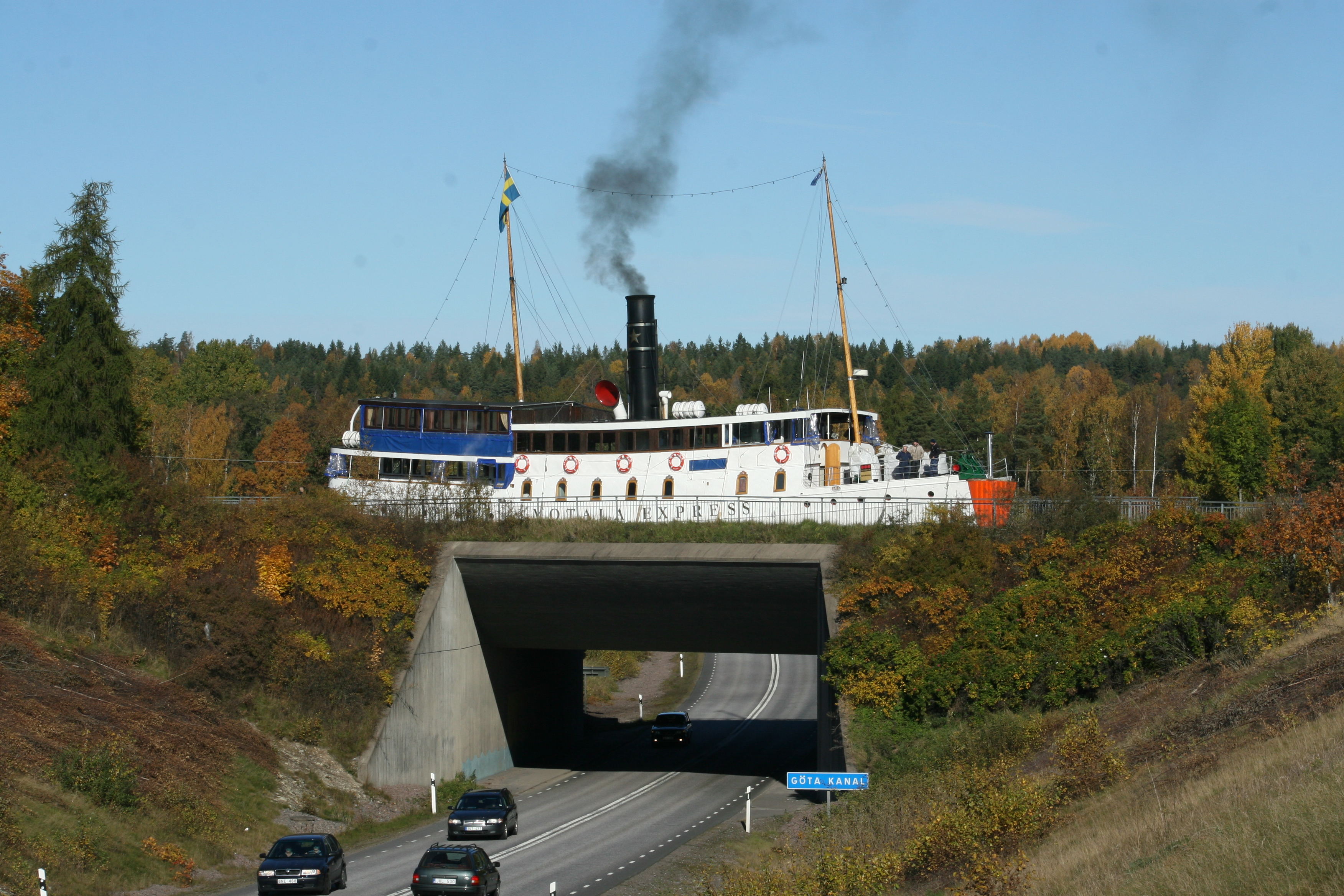
S/S Motala Express med kapat förskepp på Göta kanals akvedukt över Riksväg 34 strax sydväst om Kungs Norrby

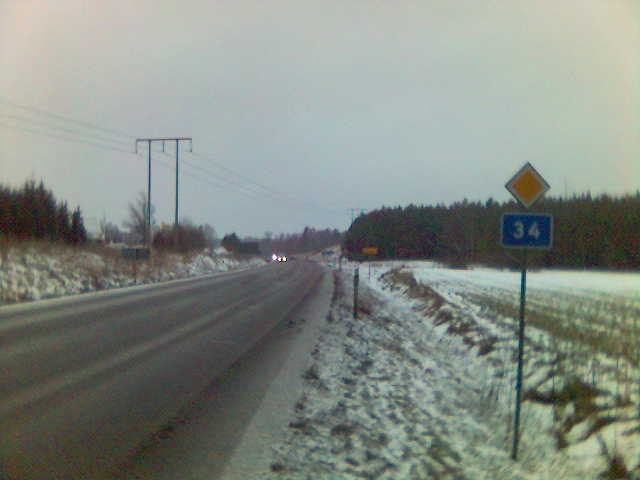
Riksväg 34 vid Linköping

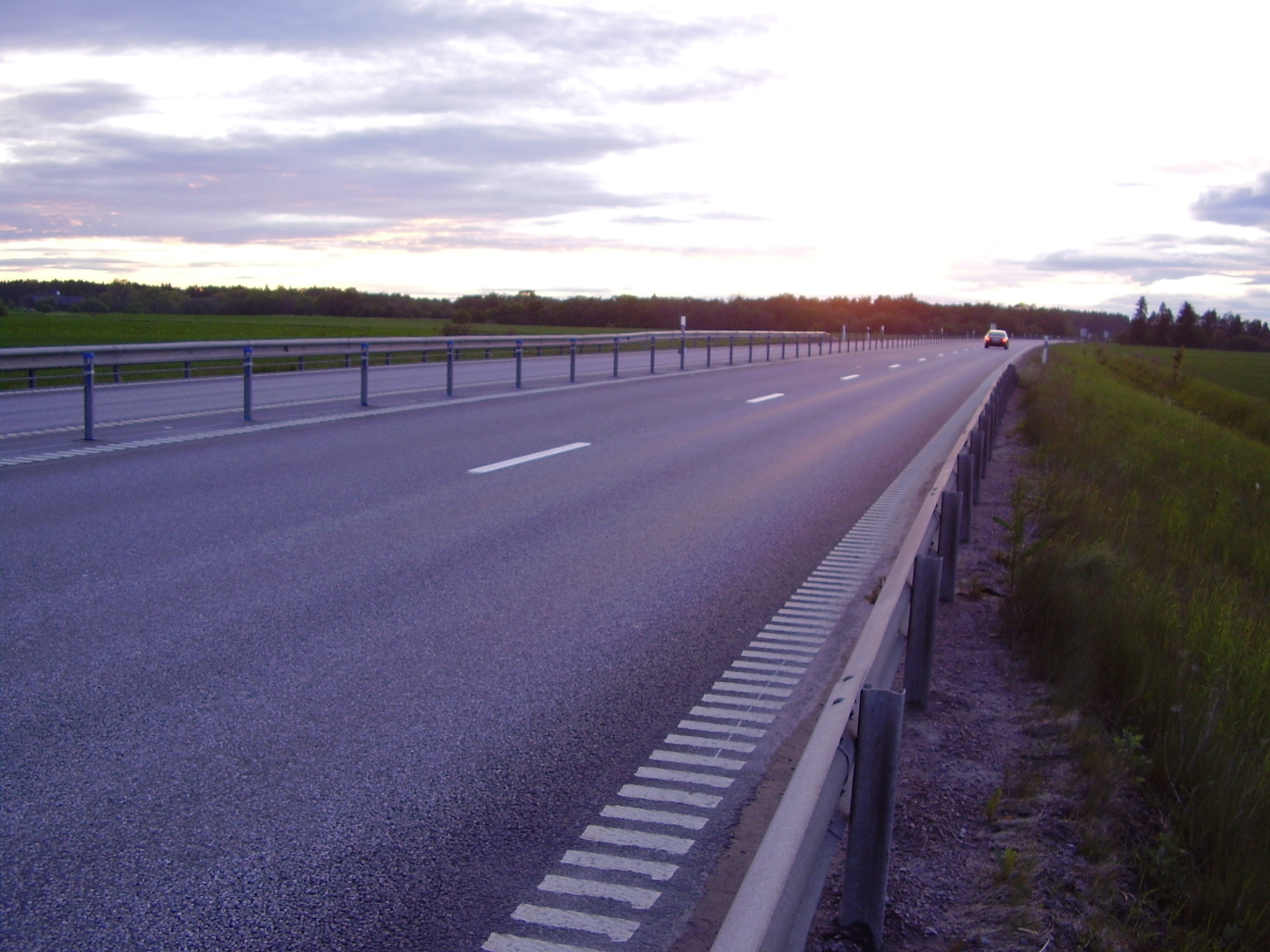
Riksväg 34 som motortrafikled, nära viadukten över vägen Kaga - Ledberg

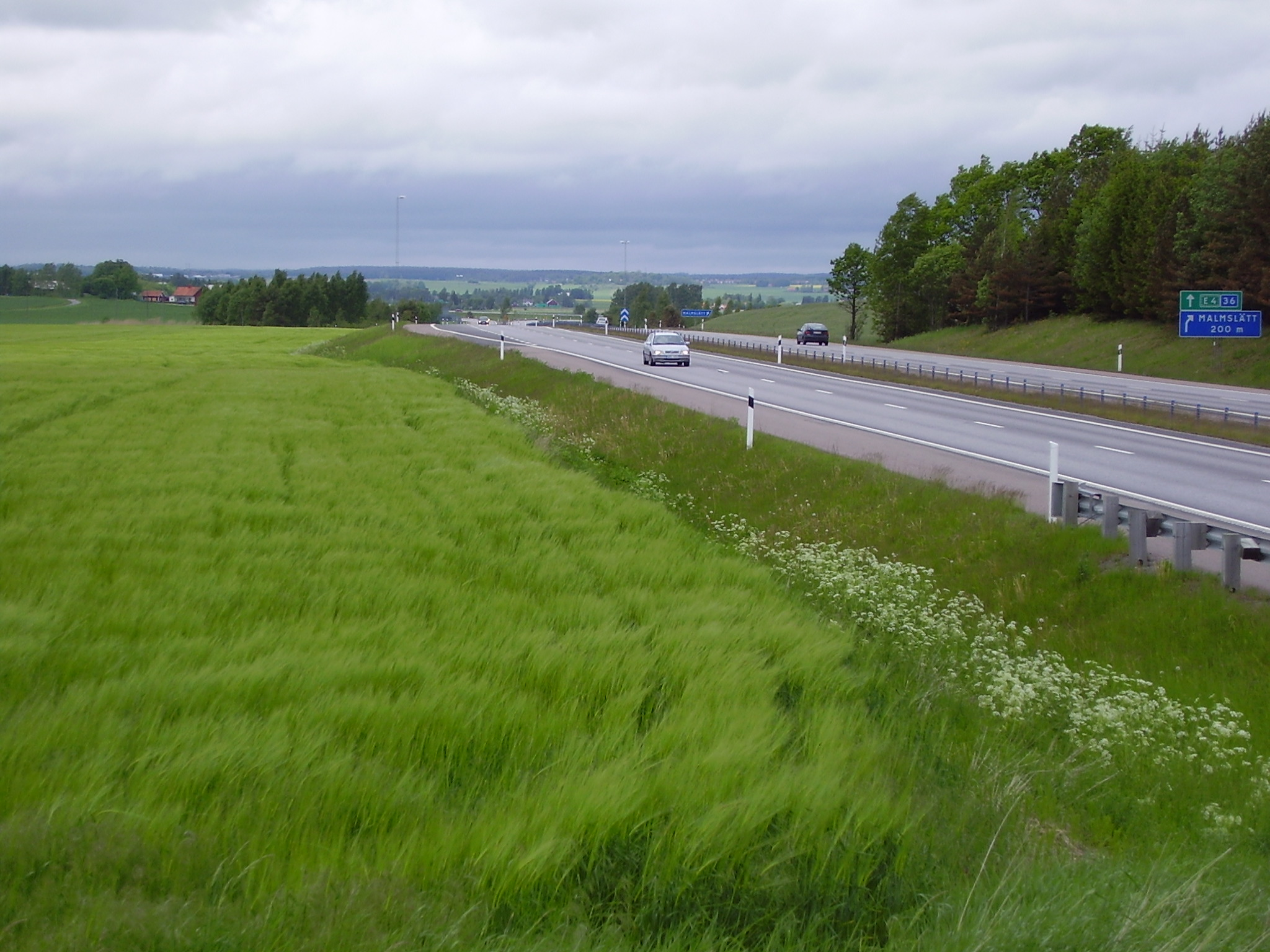
Riksväg 34 som motorväg, nära Trafikplats Wärö. Även Trafikplats Linköping Västra (lokalt kallad Tiftrondellen) kan skymtas.

Riksväg 34 går mellan Ålem och Motala via Högsby, Hultsfred, Vimmerby, Kisa och Linköping. Den följer en gammal handelsled mellan Kalmar och Linköping (se Kungsvägen, Gullringen). Vägen följer Emådalen och senare Stångådalen på vägen mot Vimmerby och Linköping. I sträckningen mellan Högsby och Målilla passerar vägen över Emån tre gånger. Vägen slutade tidigare i Linköping, men förlängdes 1 november 2007 till Motala över den tidigare riksväg 36.

## Sträckning
Ålem - Högsby - Hultsfred - Vimmerby - Kisa - Linköping - Borensberg - Motala

## Vägtyper
Större delen av riksväg 34 är landsväg av varierande bredd och kvalitet. I synnerhet den södra delen av vägen går genom flera tätorter. En kort sträcka från Trafikplats Ryd i Linköping till E4 (Trafikplats Linköping Västra) är motorväg, del av Malmslättsvägen. Från E4 till Stora Sjögestad är riksvägen motortrafikled och 2+1-väg med mitträcke. Även kring Borensberg finns trefältiga avsnitt, men de saknar mitträcke. Dessutom är några sträckor nära Motala 2+1-väg med mitträcke.

## Historia
Vägen Ålem-Vimmerby-Linköping hade före 1962 numret länsväg 121. Vägen Linköping-Motala hette länsväg 210.
Vägen Ålem-Högsby följer en mycket gammal sträckning, genom alla tätorter och förbi kyrkor och hus. Vägen Högsby-Berga är från 1990-talet, medan vägsträckan Berga-Rosenfors är samma som före 1945. I slutet på 1980-talet byggdes en ny sträckning förbi Rosenfors och Emmenäs på sträckan Rosenfors-Målilla. Tidigare gick riksvägen rakt igenom de bägge tätorterna. Vägen Målilla-Vimmerby är från 1960-talet, och vägen Vimmerby-Kisa från 1970-talet, med undantag för sträckningen mellan Storebro-Vimmerby, som är från tidigt 1990-tal. Kisa-Brokind-Skeda udde är från 1960-talet. Sträckan Skeda udde - Linköping (Jägarvallen) byggdes under det tidiga 80-talet, men biten från Skeda Udde och omkring 2 kilometer norrut breddades endast. Vid Kåparpsrondellen fick väg 34 då ansluta till gamla E 4 från Jägarvallen upp till Ryd. Vägen förbi Linköping fram till dagens E4, Malmslättsvägen är byggd kring 1977, och fortsättningen till Ljungsbro är från början av 1980-talet. Från Ljungsbro till Brunneby är det gammal vägsträckning, medan förbifarten förbi Borensberg är från 1990-talet. Vägen Borensberg-Motala är byggd på 1950-talet. Motortrafikled på delar av vägen mellan Borensberg och Motala byggd 2020.

## Trafikplatser, orter, korsningar och anslutande vägar
|                                                                 | Nr  | Namn                         | Skyltning                                                                        |
| --------------------------------------------------------------- | --- | ---------------------------- | -------------------------------------------------------------------------------- |
| Landsväg Ålem - Linköping                                       |     |                              |                                                                                  |
|                                                                 |     | Ålem                         | Kalmar Norrköping                                                                |
|                                                                 |     | Ålem                         |                                                                                  |
|                                                                 |     | Blomstermåla                 |                                                                                  |
|                                                                 |     | Ruda                         |                                                                                  |
|                                                                 |     | Högsby                       |                                                                                  |
|                                                                 |     | Högsby                       | Växjö                                                                            |
|                                                                 |     | Bockara                      | Oskarshamn                                                                       |
|                                                                 |     | Målilla                      |                                                                                  |
|                                                                 |     | Målilla                      | Växjö Vetlanda (Riksväg 34 är härifrån samskyltad med Riksväg 23 till Linköping) |
|                                                                 |     | Hultsfred                    | Mariannelund                                                                     |
|                                                                 |     | Vimmerby                     | Jönköping Västervik                                                              |
|                                                                 |     |                              | Gamleby                                                                          |
|                                                                 |     | Kisa                         |                                                                                  |
|                                                                 |     | Kisa                         | Eksjö Åtvidaberg                                                                 |
|                                                                 |     | Rimforsa                     |                                                                                  |
|                                                                 | -   | Trafikplats Ryd              | Linköping C Riksväg 34 svänger                                                   |
| Motorväg Trafikplats Ryd - Trafikplats Linköping Västra (E4)    |     |                              |                                                                                  |
|                                                                 | -   | Trafikplats Malmslätt        | Malmslätt (endast till/från söder)                                               |
|                                                                 | -   | Trafikplats Wärö             | Malmslätt, flygvapenmuseum, Malmen                                               |
|                                                                 | 111 | Trafikplats Linköping Västra | Helsingborg, Stockholm                                                           |
| Motortrafikled Trafikplats Linköping Västra (E4) – St Sjögestad |     |                              |                                                                                  |
|                                                                 | -   | Trafikplats Ljungsbro        | Ljungsbro, Cloetta (endast till/från söder)                                      |
|                                                                 | -   | Trafikplats Stora Sjögestad  | Fornåsa, Ljungsbro (E 1050)                                                      |
| Landsväg St Sjögestad - Motala                                  |     |                              |                                                                                  |
|                                                                 | -   | Trafikplats Borensberg       | Borensberg N; Örebro, Tjällmo                                                    |
|                                                                 |     | Motala                       |                                                                                  |
|                                                                 |     | Motala                       | Ödeshög Örebro                                                                   |

## Byggprojekt

### Förbifart Kisa
En ny förbifart vid Kisa har diskuterats sedan 1960-talet. Idag[när?] förbereds för ett nytt beslut och möjliga sträckningar analyseras.

#### Ett alternativ beskrivs såhär
I norr börjar förbifarten vid Kölefors och går öster om Kisasjön med anslutning till Kindasågen. Vägen löper sedan utmed Kisasjön där befintliga vägarna idag[när?] är dragna. Vägen ansluter till väg 23/34 ungefär vid Folkets Park.
Om vägen dras så att den ansluter till nuvarande 23/34 ungefär vid korsningen med väg 539 (vägen till Folkinge/Björkhult) skulle troligen Enebygatan avlastas mer. Det blir även möjligt att skapa en ”södra ringled”, det vill säga en förbindelse söder om Kisa mellan väg 23/34 och väg 134 mot Eksjö.[källa behövs]
Fördelar
• Vägen har standard som klarar 100 km/tim öster om nuvarande riksväg och 80 km/tim mellan 23/34:an och väg 134.
• En ”södra ringled” kan avlasta de centrala delarna av Kisa.
• Detta alternativ bedöms avlasta Enebygatan mest.
Nackdelar
• Sträckan går nära Millingetorp och Ödängs industriområde och passerar bostäder, järnvägen och skyddsområdet för vattentäkt i söder och medför betydande påverkan på Millingetorp.
• Det kan uppstå störningar för bostadsområdet vid Cap Jocke.
• Vägen hindrar utbyggnad av Ödängs industriområde.
• Vägen kan bli en besvärande barriär i framtiden om samhället behöver expandera åt söder.
• De som deltagit vid workshoparna om föp Kisa har motsatt sig alternativet.

## Alternativa färdvägar
Man kan mellan Kalmar och Linköping åka E22 och riksväg 35. Det är runt 20 km längre, men snabbare väg.
Många trafikanter använder den övriga länsvägen E 1050 (via Fornåsa) som ett alternativ till riksväg 34 mellan Motala och korsningen vid Stora Sjögestad (nära Ljungsbro), där motortrafikleden börjar. Denna färdväg är något kortare och håller till största delen relativt hög kvalitet. Man kan också åka via Brunneby/Österstad där huvudvägen gick på 1940-talet. Vilken väg som är lämpligast att välja kan bero på vilken del av Motala man skall resa till eller från. Ska man vidare norrut på riksväg 50 är riksväg 34 bättre eftersom det finns en genväg (E 1088) utanför Motala till riksväg 50.